# チェルケソガイ人
チェルケソガイ人（チェルケソガイじん、あるいは単にチェルケソガイとも、ロシア語: Черкесогаи, アルメニア語: չերքեզահայեր, アディゲ語: Адыгэ-ермэлы, 英語: Cherkesogai）とは、ロシア連邦のクラスノダール地方に居住するアルメニア人の一派。

## 概要
コーカサス・アルメニア人（英語: Circassian Armenians）とも。チェルケソガイはロシア連邦のクラスノダール地方に居住しており、言語はアディゲ語を話すが、現在はほとんどがロシア語を話す。ロシア連邦の人口統計ではアルメニア人に含まれる。